# Кеннеди, Дуглас (актёр)
Дуглас Кеннеди (англ.  Douglas Kennedy), полное имя Дуглас Ричардс Кеннеди (англ.  Douglas Richards Kennedy; 14 сентября 1915 — 10 августа 1973) — американский актёр кино и телевидения 1930—1970-х годов.
За время своей карьеры Кеннеди сыграл в таких фильмах, как «Охотники за привидениями» (1940), «Чёрная полоса» (1947), «Жизнь с отцом» (1947), «Одержимая» (1947), «Нора Прентисс» (1947), «Джонни Белинда» (1948), «Флэкси Мартин» (1949), «Последний фургон» (1956), «Неизвестная земля» (1957) и «Необычайно прозрачный человек» (1960).
На телевидении Кеннеди более всего известен по исполнению заглавной роли в вестерн-сериале «Стив Донован, западный маршал» (1955—1956), а также постоянной роли шерифа в вестерн-сериале «Большая долина» (1965—1969).

## Ранние годы жизни и начало карьеры
Дуглас Кеннеди родился 14 сентября 1915 года в Нью-Йорке, США. Он получил образование в Амхерстском колледже в Амхерсте, Массачусетс, после завершения которого в 1940 году пришёл работать в кино.

## Карьера в кинематографе

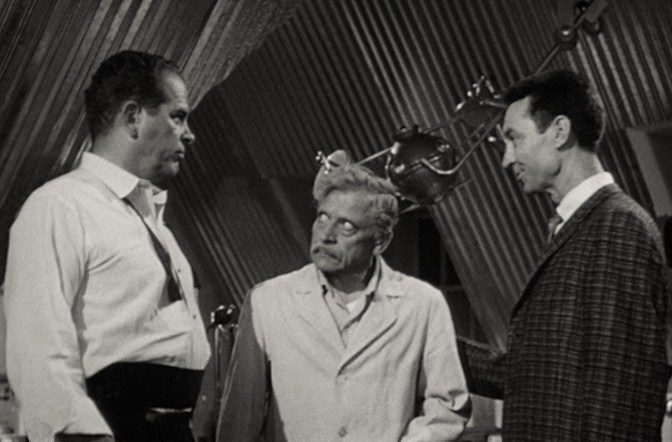
Слева направо: Дуглас Кеннеди, Иван Тризо и Джеймс Гриффит в фильме «Необычайно прозрачный человек» (1960)

В 1940 году Кеннеди подписал контракт с киностудией Paramount, сыграв в первый же год работы в десяти фильмах, среди них вестерн Сесиля Демилля с Гэри Купером «Северо-Западная конная полиция» (1940), хоррор-комедия Джорджа Маршалла с Бобом Хоупом «Охотники за привидениями» (1940) и романтическая комедия с Клодетт Колбер и Рэем Милландом «Воскресни, любовь моя» (1940), а также криминальный триллер с Бэзилом Рэтбоуном «Сумасшедший доктор» (1940). В 1941 году Кеннеди сыграл ещё в восьми фильмах, включая романтическую комедию с Джеймсом Кэгни и Бетт Дейвис «Невеста наложенным платежом» (1941) и романтическую комедию с Мерл Оберон и Ритой Хейворт «Почтительнейше ваш» (1941). Однако, как отмечает историк кино Хэл Эриксон, «годы Кеннеди на Paramount нельзя назвать особенно выдающимися, главным образом он снимался в эпизодах без упоминания в титрах („Охотники за привидениями“) и в ролях второго плана из нижней части списка („Северо-западная конная полиция“). Возможно, ему мешало большое внешнее сходство с кинозвездой студии Paramount Фредом Макмюрреем».
Во время Второй мировой войны с 1941 по 1946 год Кеннеди прервал работу в кинематографе, поступив на службу в армию США. Он служил в Управлении стратегических служб и в военной разведке.
После окончания Второй мировой войны Кеннеди подписал контракт со студией Warner Bros., которая, по словам Эриксона, «стала давать актёру более качественные роли». В 1947 году Кеннеди сыграл в одиннадцати картинах, среди которых фильмы нуар «Вне подозрений» (1947) с Клодом Рейнсом и «Чёрная полоса» (1948) с Хамфри Богартом, где у Кеннеди была заметная роль детектива. Он также сыграл роли второго плана в двух фильмах нуар Винсента Шермана с Энн Шеридан — «Неверная» (1947) и «Нора Прентисс» (1947), во второй картине он был доктором скорой помощи. Другими заметными киноработами этого года стали фильм нуар с Джоан Кроуфорд «Одержимая» (1947), где он был помощником окружного прокурора, а также два фильма с Рональдом Рейганом — романтическая комедия «Голос черепахи» (1947) и мелодрама «Эта девушка из Хэгена» (1947).
В 1948 году у Кеннеди было десять фильмов, включая драму с Джейн Уаймен «Джонни Белинда» (1948), где у него была эпизодическая роль полицейского, музыкальную комедию с Дорис Дэй «Роман в открытом море» (1948), приключенческий исторический фильм «Похождения Дон Жуана» (1948) с Эрролом Флинном в заглавной роли, где у Кеннеди была важная роль второго плана, а также фильм нуар «Кнут» (1948), где он сыграл члена банды.
В 1949 году Кеннеди принял участие в шестнадцати фильмах, однако, в основном, это были маленькие роли или озвучивание закадрового текста. По словам Эриксона, «Кеннеди по-прежнему в своих ролях выступал лишь для создания обстановки для игры более крупных звёзд». Среди его картин этого года заслуживают внимания фильм нуар «Флэкси Мартин» (1949) с участием Вирджинии Мейо и Закари Скотта, где Кеннеди сыграл важную роль мафиозного босса, звёздная мелодрама «Ист-Сайд, Вест-Сайд» (1949) с участием, в частности Барбары Стэнвик и Авы Гарднер, вестерн с Рэндольфом Скоттом «Боевой человек с равнин» (1949), в которых у Кеннеди были заметные роли второго плана, а также драма Кинга Видора с Гэри Купером «Источник» (1949), где Кеннеди получил эпизодическую роль репортёра.
Среди десяти своих фильмов 1950 года Кеннеди был наиболее заметен в фильмах нуар «Осуждённый» (1950) с Гленном Фордом и Бродериком Кроуфордом, где он сыграл детектива, и вестерн с Эрролом Флинном «Монтана» (1950), где у него была важная роль крупного скотовладельца. В криминальной мелодраме «Каторжники» (1950) Кеннеди сыграл редкую для себя главную роль репортёра, который вскрывает злоупотребления и коррупцию тюремного начальства при эксплуатации труда скованных цепями заключённых. В том же году он сыграл заглавную роль агента по сбору налогов в криминальной мелодраме «Налоговый агент» (1950).
В 1951 году Кеннеди сыграл в шести фильмах, наиболее значимыми среди которых были комедийный вестерн с Фредом Макмюрреем «Каллауэй пошёл тем путём» (1951), вестерн с Джорджем Монтгомери «Техасские рейнджеры» (1951) и биографическая драма «Я была американской шпионкой» (1951) с Энн Дворак в заглавной роли, в котором Кеннеди сыграл американского сержанта и мужа будущей разведчицы, который погибает в боях за Батаан. Среди семи фильмов актёра 1952 года были криминальная драма Пола Хенрейда «Только для мужчин» (1952), где Кеннеди сыграл президента элитного колледжа, в котором после гибели студента начинается борьба с хейзингом и фильм нуар «Бандитская империя» (1952), где у него была небольшая роль подручного гангстера.
В 1953 году у Кеннеди было семь картин, включая популярную научно фантастическую ленту «Захватчики с Марса» (1953), где он сыграл офицера полиции, которого захватывают марсиане. Год спустя Кеннеди также появился в семи картинах, включая фильм нуар «Крик о мщении» (1954), в котором он сыграл бывшего крупного гангстера, который переехал в Аляску и отошёл от дел, однако ему начинает мстить вышедший из тюрьмы бывший коп (Марк Стивенс). Другими заметными фильмами этого года, в которых он сыграл небольшие роли, стали приключенческий экшн с Джоном Уэйном «Великий и могучий» (1954) и вестерн с Джоном Пейном «В Ларамию по рельсам» (1954), а также вестерн «Каньон убийств» (1954), где он сыграл значимую роль армейского сержанта, сопровождающего через индейскую территорию два вагона с оружием.
После четырёх проходных фильмов в 1955 году, включая биографическую криминальную драму «Перехватчик» (1955), где он сыграл центральную роль мафиозного босса, в 1956 году Кеннеди исполнил заметную роль в популярном вестерне с Ричардом Уидмарком «Последний фургон» (1956), а также роли второго плана в фильмах нуар «Разоблачение в Майами» (1956) и «Странный взломщик» (1956). В 1957 году Кеннеди сыграл заметную роль в малобюджетном научно-фантастическом фильме «Неизвестная земля» (1957), в котором рассказывалось об экспедиции в доисторические джунгли с динозаврами, затерянные где-то во льдах Антарктиды. В том же году он появился в фильме нуар «Секреты Чикаго» (1957) в роли преступного кандидата в профсоюзные лидеры, а также сыграл одну из главных ролей в музыкальной ленте «Рокабилли-крошка» (1957).
До конца кинокарьеры, завершившейся в 1968 году, Кеннеди сыграл ещё в девяти фильмах, включая семейный вестерн «Одинокий рейнджер и город золота» (1958), а также фантастические хорроры «Люди-аллигаторы» (1959), и «Необычайно прозрачный человек» (1960), где он сыграл одну из ключевых ролей взломщика сейфов, работающего на безумного майора, намеренного захватить мир с помощью армии невидимых солдат. В итоге он сам становится невидимым, а в финале, уже смертельно больной, погибает вместе с безумным майором. Его последней картиной стал фантастический триллер «Разрушители» (1968), где он был генералом.

## Карьера на телевидении
В период с 1952 по 1973 год Кеннеди сыграл в 214 эпизодах 86 различных сериалов.
Как отмечено в «Нью-Йорк Таймс», Кеннеди известен по ролям в эпизодах таких популярных телесериалов, как «Караван повозок» (1958—1959, 3 эпизода), «Перри Мейсон» (1957—1965, 4 эпизода), «Бонанза» (1959—1988, 5 эпизодов), «Дымок из ствола» (1960—1966, 4 эпизода) и «Лесси» (1964—1966, 3 эпизода). В вестерн-сериале «Большая долина» (1965—1969, 23 эпизода) Кеннеди играл постоянную роль шерифа Фреда Мэддена.
Наиболее известной работой Кеннеди на телевидении стала заглавная роль в вестерн-сериале «Стив Донован, западный маршал» (1955—1956, 39 эпизодов), который получил широкую циркуляцию и продолжал приносить прибыль вплоть до 1960-х годов.
Кеннеди продолжал сниматься до самой смерти. В 1973 году он снимался на Гавайях в трёх эпизодах детективного сериала «Гавайи 5-O» (1973), где и умер.

## Творческое амплуа
Дуглас Кеннеди был высоким, крепко сложенным характерным актёром широкого профиля, который известен по ролям во многих вестернах и детективных триллерах, часто в роли злодея.
Больше всего зрители 1950-х годов помнят его по двум ролям — заглавной роли в телевизионном вестерн-сериале «Стив Донован, западный маршал» (1955), а также по роли полицейского, которого захватывают марсиане, в научно-фантастической классике «Захватчики с Марса» (1953).

## Личная жизнь
Кеннеди был женат трижды. Первый раз он женился в 1942 году на Изабель Мюррей Расселл, у пары было четверо детей, однако в 1950 году брак закончился разводом. Его второй женой с 1951 года была Джин Норвуд. В третий раз Кеннеди женился в 1955 году на Бетти Лу (Банни) Хауэлл, с которой прожил до своей смерти в 1973 году. В браке родилось двое детей.

## Смерть
Дуглас Кеннеди умер 10 августа 1973 года в Гонолулу, Гавайи, США, в возрасте 57 лет от рака. У Кеннеди остались вдова Банни, две дочери, четверо детей от предыдущего брака и четверо внуков.

## Фильмография
| Год         |    | Русское название                  | Оригинальное название                     | Роль                                                       |
| ----------- | -- | --------------------------------- | ----------------------------------------- | ---------------------------------------------------------- |
| 1935        | ф  | Джимены                           | «G» Men                                   | агент (версия 1949 года, в титрах не указан)               |
| 1940        | ф  | Северо-Западная конная полиция    | North West Mounted Police                 | констебль Картер                                           |
| 1940        | ф  | Вот это были дни!                 | Those Were the Days!                      |                                                            |
| 1940        | ф  | Путь всего земного                | The Way of All Flesh                      | Тимоти                                                     |
| 1940        | ф  | Воскресни, любовь моя             | Arise, My Love                            | студент (в титрах не указан)                               |
| 1940        | ф  | Охотники за привидениями          | The Ghost Breakers                        | интерн (в титрах не указан)                                |
| 1940        | ф  | Люби своего соседа                | Love Thy Neighbor                         | швейцар на репетиции (в титрах не указан)                  |
| 1940        | ф  | Открытый по ошибке                | Opened by Mistake                         | патрульный (в титрах не указан)                            |
| 1940        | ф  | Ритм на реке                      | Rhythm on the River                       | гость на вечеринке (в титрах не указан)                    |
| 1940        | ф  | Безымянные женщины                | Women Without Names                       | секретарь (в титрах не указан)                             |
| 1940        | ф  | Безумный доктор                   | The Mad Doctor                            | гостиничный клерк (в титрах не указан)                     |
| 1941        | ф  | Невеста наложенным платежом       | The Bride Came C.O.D.                     | второй репортёр                                            |
| 1941        | ф  | Великий мистер Никто              | The Great Mr. Nobody                      | мистер Макгроу                                             |
| 1941        | ф  | Секрет медсестры                  | The Nurse's Secret                        | доктор Кин                                                 |
| 1941        | ф  | Проход из Гонконга                | Passage from Hong Kong                    | Джефф Хантер                                               |
| 1941        | ф  | Облава                            | The Roundup                               | военный                                                    |
| 1941        | ф  | Почтительнейше ваш                | Affectionately Yours                      | представитель авиакомпании (в титрах не указан)            |
| 1941        | ф  | Странное алиби                    | Strange Alibi                             | репортёр (в титрах не указан)                              |
| 1942        | ф  | Маршируй, Америка                 | March On, America!                        | парашютист (в титрах не указан)                            |
| 1947        | ф  | Чёрная полоса                     | Dark Passage                              | детектив                                                   |
| 1947        | ф  | Нора Прентисс                     | Nora Prentiss                             | доктор экстренной медицинской помощи в Нью-Йорке           |
| 1947        | ф  | Одержимая                         | Possessed                                 | помощник окружного прокурора                               |
| 1947        | ф  | Эта девушка из Хэгена             | That Hagen Girl                           | Херб Дилейни                                               |
| 1947        | ф  | Неверная                          | The Unfaithful                            | Роджер                                                     |
| 1947        | ф  | Голос черепахи                    | The Voice of the Turtle                   | морской офицер (не подтверждено)                           |
| 1947        | ф  | Всегда вместе                     | Always Together                           | Доберман                                                   |
| 1947        | ф  | Глубокая долина                   | Deep Valley                               | надзиратель (в титрах не указан)                           |
| 1947        | ф  | Жизнь с отцом                     | Life with Father                          | Морли, молодой священник (в титрах не указан)              |
| 1947        | ф  | Конный путь                       | Stallion Road                             | ведущий на лошадином шоу (в титрах не указан)              |
| 1947        | ф  | Вне подозрений                    | The Unsuspected                           | Билл (в титрах не указан)                                  |
| 1947        | ф  | Давайте споём песню Запада        | Let's Sing a Song of the West             | пианист/певец песни Home on the Range (в титрах не указан) |
| 1948        | ф  | Похождения Дон Жуана              | Adventures of Don Juan                    | Дон Родриго                                                |
| 1948        | ф  | Обнимая тебя                      | Embraceable You                           | доктор Вирт                                                |
| 1948        | ф  | Победителю                        | To the Victor                             | Стив                                                       |
| 1948        | ф  | Кнут                              | Whiplash                                  | Костелло                                                   |
| 1948        | ф  | Решение Кристофера Блейка         | The Decision of Christopher Blake         | Джей Роджер Бэскомб (в титрах не указан)                   |
| 1948        | ф  | Джонни Белинда                    | Johnny Belinda                            | Маунти (в титрах не указан)                                |
| 1948        | ф  | В один воскресный день            | One Sunday Afternoon                      | Джаспер (в титрах не указан)                               |
| 1948        | ф  | Роман в открытом море             | Romance on the High Seas                  | торговец машинами (в титрах не указан)                     |
| 1949        | ф  | Ист-Сайд, Вест-Сайд               | East Side, West Side                      | Алек Доунинг                                               |
| 1949        | ф  | Борющийся человек с равнины       | Fighting Man of the Plains                | Кен Веддер                                                 |
| 1949        | ф  | Флэкси Мартин                     | Flaxy Martin                              | Хэп Ричи                                                   |
| 1949        | ф  | Один последний раз                | One Last Fling                            | Вик Ларднер                                                |
| 1949        | ф  | Рейнджер полосы чероки            | Ranger of Cherokee Strip                  | Джо Беарклоуз                                              |
| 1949        | ф  | К югу от Сент-Луиса               | South of St. Louis                        | Ли Прайс                                                   |
| 1949        | ф  | Источник                          | The Fountainhead                          | репортёр (в титрах не указан)                              |
| 1949        | ф  | Джон любит Мэри                   | John Loves Mary                           | полковник Макгроу (в титрах не указан)                     |
| 1949        | ф  | Ищите луч надежды                 | Look for the Silver Lining                | доктор (в титрах не указан)                                |
| 1949        | ф  | Баррикада                         | Barricade                                 | человек Клея (в титрах не указан)                          |
| 1950        | ф  | Тропа Карибу                      | The Cariboo Trail                         | Мёрфи                                                      |
| 1950        | ф  | Каторжники                        | Chain Gang                                | Клифф Робертс                                              |
| 1950        | ф  | Осуждённый                        | Convicted                                 | детектив Бейли                                             |
| 1950        | ф  | Монтана                           | Montana                                   | Родни Экройд                                               |
| 1950        | ф  | Налоговый агент                   | Revenue Agent                             | Стив Дэниелс, он же Стив Адамс                             |
| 1950        | ф  | История «Дюпона»                  | The Du Pont Story                         | Колман Дюпон                                               |
| 1950        | ф  | Ма и Па едут в город              | Ma and Pa Kettle Go to Town               | Джордж Донахью (в титрах не указан)                        |
| 1950        | ф  | Вы услышите следующий голос...    | The Next Voice You Hear...                | Митч (в титрах не указан)                                  |
| 1950— 1955  | с  | Одинокий рейнджер                 | The Lone Ranger                           | разные роли (6 эпизодов)                                   |
| 1951        | ф  | Кэллауэй пошел туда               | Callaway Went Thataway                    | пьяный                                                     |
| 1951        | ф  | Китайский корсар                  | China Corsair                             | капитан Френчи                                             |
| 1951        | ф  | Я была американской шпионкой      | I Was an American Spy                     | сержант Джон Филлипс                                       |
| 1951        | ф  | Охотники на львов                 | The Lion Hunters                          | Марти Мартин                                               |
| 1951        | ф  | О! Сюзанна                        | Oh! Susanna                               | солдат Эмерс                                               |
| 1951        | ф  | Техасские рейнджеры               | The Texas Rangers                         | Дейв Радабоу                                               |
| 1951— 1953  | с  | Театр у камина                    | Fireside Theatre                          | (4 эпизода)                                                |
| 1952        | ф  | Только для мужчин                 | For Men Only                              | декан Оливер Харланд Мейберри                              |
| 1952        | ф  | Форт Осейдж                       | Fort Osage                                | Джордж Кин                                                 |
| 1952        | ф  | Последний поезд из Бомбея         | Last Train from Bombay                    | Кевин/Брайан О’Хара                                        |
| 1952        | ф  | Выбить из седла                   | Ride the Man Down                         | Харв Гаррисон                                              |
| 1952        | ф  | Путь торпеды                      | Torpedo Alley                             | лейтенант Дор Гейтс                                        |
| 1952        | ф  | Индейское восстание               | Indian Uprising                           | Клифф Таггерт                                              |
| 1952        | ф  | Бандитская империя                | Hoodlum Empire                            | подручный Бринкли (в титрах не указан)                     |
| 1952        | с  | Телевизионный театр «Форда»       | The Ford Television Theatre               | Арт Каммингс (1 эпизод)                                    |
| 1952        | с  | Театр «Шеврон»                    | Chevron Theatre                           | (3 эпизода)                                                |
| 1952        | с  | Театр «Грюэн Гилд»                | Gruen Guild Playhouse                     | (2 эпизода)                                                |
| 1953        | ф  | Настоящий американец              | The All American                          | Тейт Харди                                                 |
| 1953        | ф  | Оружейный пояс                    | Gun Belt                                  | Мел Диксон                                                 |
| 1953        | ф  | Отчаянный Джек Макколл            | Jack McCall, Desperado                    | Дикий Билл Хикок                                           |
| 1953        | ф  | Мексиканская охота на человека    | Mexican Manhunt                           | Дэн Маккракен                                              |
| 1953        | ф  | Барабаны сафари                   | Safari Drums                              | Брэд Мортон                                                |
| 1953        | ф  | Сан-Антон                         | San Antone                                | капитан кавалерии Гарфилд                                  |
| 1953        | ф  | Море погибших кораблей            | Sea of Lost Ships                         | пилот вертолёта                                            |
| 1953        | ф  | Боевая раскраска                  | War Paint                                 | рядовой Клэнси                                             |
| 1953        | ф  | Захватчики с Марса                | Invaders from Mars                        | высокий коп Джексон, который исчезает (в титрах не указан) |
| 1953        | с  | Большой город                     | Big Town                                  | шериф Киган (1 эпизод)                                     |
| 1953        | с  | Кавалькада Америки                | Cavalcade of America                      | разные роли (2 эпизода)                                    |
| 1953        | с  | Витрина вашего ювелира            | Your Jeweler's Showcase                   | (1эпизод)                                                  |
| 1953 —1954  | с  | Театр звёзд «Шлитц»               | Schlitz Playhouse of Stars                | разные роли (4 эпизода)                                    |
| 1953—1954   | с  | Театр «Пепси-колы»                | The Pepsi-Cola Playhouse                  | разные роли (2 эпизода)                                    |
| 1953 —1954  | с  | Твоя игра                         | Your Play Time                            | разные роли (2 эпизода)                                    |
| 1954        | ф  | Большая погоня                    | The Big Chase                             | лейтенант полиции Нед Даггерт                              |
| 1954        | ф  | Крик о мщении                     | Cry Vengeance                             | Тино Морелли                                               |
| 1954        | ф  | Одинокий стрелок                  | The Lone Gun                              | Гэд Моран                                                  |
| 1954        | ф  | Каньон убийств                    | Massacre Canyon                           | сержант Джеймс Марлоу                                      |
| 1954        | ф  | В Ларамию по рельсам              | Rails Into Laramie                        | оператор телеграфа                                         |
| 1954        | ф  | Сидящий Бык                       | Sitting Bull                              | полковник Кастер                                           |
| 1954        | ф  | Великий и могучий                 | The High and the Mighty                   | Бойд, общественные связи (в титрах не указан)              |
| 1954        | с  | Мистер и миссис Норт              | Mr. & Mrs. North                          | профессор Генри «Стаффи» Бартон (1 эпизод)                 |
| 1954        | с  | Познакомьтесь с мистером Натли    | Meet Mr. McNutley                         | (1 эпизод)                                                 |
| 1954        | с  | Гордость семьи                    | The Pride of the Family                   | (1 эпизод)                                                 |
| 1954        | с  | Хопалонг Кэссиди                  | Hopalong Cassidy                          | Стейси Келлер (1 эпизод)                                   |
| 1954        | с  | Истории века                      | Stories of the Century                    | Билл Лонгли (1 эпизод)                                     |
| 1954        | с  | Письмо к Лоретте                  | Letter to Loretta                         | Роджер Стивенс (1 эпизод)                                  |
| 1954        | с  | Кульминация                       | Climax!                                   | дядя Гэвин (1 эпизод)                                      |
| 1954— 1955  | с  | Приключения Сокола                | Adventures of the Falcon                  | разные роли (3 эпизода)                                    |
| 1955        | ф  | Вечное море                       | The Eternal Sea                           | капитан Уолтер Райли                                       |
| 1955        | ф  | Странная леди в городе            | Strange Lady in Town                      | Слейд Викстрём                                             |
| 1955        | ф  | Ренегаты из Вайоминга             | Wyoming Renegades                         | Чарли Вир                                                  |
| 1955        | ф  | Перехватчик                       | Wiretapper                                | Чарльз Рамсден                                             |
| 1955        | с  | Энни Оукли                        | Annie Oakley                              | разные роли (2 эпизода)                                    |
| 1955        | с  | Общественный защитник             | Public Defender                           | Джефф Томас (1 эпизод)                                     |
| 1955        | с  | Человек со значком                | The Man Behind the Badge                  | Вестон (1 эпизод)                                          |
| 1955        | с  | Свистун                           | The Whistler                              | разные роли (2 эпизода)                                    |
| 1955        | с  | Театр научной фантастики          | Science Fiction Theatre                   | полковник Р. Джей Бартон (1 эпизод)                        |
| 1955        | с  | «Ридерс джайджест» на ТВ          | TV Reader's Digest                        | разные роли (2 эпизода)                                    |
| 1955        | с  | Звезда и история                  | The Star and the Story                    | ШЛенн Бут (1 эпизод)                                       |
| 1955—1956   | с  | Облава                            | Dragnet                                   | разные роли (3 эпизода)                                    |
| 1955 — 1956 | с  | Стив Донован, западный маршал     | Steve Donovan, Western Marshal            | маршал Стив Донован (39 эпизодов)                          |
| 1955—1958   | с  | Дневной спектакль                 | Matinee Theatre                           | разные роли (4 эпизода)                                    |
| 1956        | ф  | Последний фургон                  | The Last Wagon                            | полковник Норманд                                          |
| 1956        | ф  | Странный взломщик                 | Strange Intruder                          | Пэрри Сэндборн                                             |
| 1956 — 1957 | с  | Военно-морской журнал             | Navy Log                                  | разные роли (2 эпизода)                                    |
| 1956 — 1959 | с  | Театр «Дженерал Электрик»         | General Electric Theater                  | разные роли (2 эпизода)                                    |
| 1956—1959   | с  | Альфред Хичкок представляет       | Alfred Hitchcock Presents                 | разные роли (3 эпизода)                                    |
| 1957        | ф  | Секреты Чикаго                    | Chicago Confidential                      | Кен Харрисон                                               |
| 1957        | ф  | Перекрёстки ада                   | Hell's Crossroads                         | Фрэнк Джеймс                                               |
| 1957        | ф  | Неизвестная земля                 | The Land Unknown                          | капитан Бёрнэм                                             |
| 1957        | ф  | Последний из негодяев             | Last of the Badmen                        | Хокинс                                                     |
| 1957        | ф  | Рокабилли-крошка                  | Rockabilly Baby                           | Том Гриффит                                                |
| 1957        | тф | Задание в Мексике                 | Assignment: Mexico                        | Донован                                                    |
| 1957        | с  | Код 3                             | Code 3                                    | сержант Фред Кумбс (4 эпизода)                             |
| 1957        | с  | Приключения Джима Боуи            | The Adventures of Jim Bowie               | полковник Брэдфорд (1 эпизод)                              |
| 1957        | с  | Шайенн                            | Cheyenne                                  | Блейк Холлоуэй (1 эпизод)                                  |
| 1957        | с  | Театр 90                          | Playhouse 90                              | (1 эпизод)                                                 |
| 1957 — 1960 | с  | Истории Уэллс-Фарго               | Tales of Wells Fargo                      | разные роли (2 эпизода)                                    |
| 1957 — 1965 | с  | Перри Мейсон                      | Perry Mason                               | разные роли (4 эпизода)                                    |
| 1958        | ф  | История Бонни Паркер              | The Bonnie Parker Story                   | Том Стил                                                   |
| 1958        | ф  | Одинокий рейнджер и город золота  | The Lone Ranger and the Lost City of Gold | Росс Брейди                                                |
| 1958        | с  | Суровые всадники                  | The Rough Riders                          | сержант Тру (1 эпизод)                                     |
| 1958        | с  | Полицейский штата                 | State Trooper                             | Гарри Гудман (1 эпизод)                                    |
| 1958        | с  | Бронко                            | Bronco                                    | Поль Дюкен (1 эпизод)                                      |
| 1958        | с  | Северо-западный маршрут           | Northwest Passage                         | Эли Диллон (1 эпизод)                                      |
| 1958        | с  | Первая студия                     | Studio One                                | мистер Гордон (1 эпизод)                                   |
| 1958        | с  | Студия 57                         | Studio 57                                 | (1 эпизод)                                                 |
| 1958        | с  | Территория Тумстон                | Tombstone Territory                       | Сэм Колби (1 эпизод)                                       |
| 1958        | с  | Рейс                              | Flight                                    | разные роли (2 эпизода)                                    |
| 1958        | с  | Разыскивается живым или мёртвым   | Wanted: Dead or Alive                     | шериф Хэнк Бедлоу (1 эпизод)                               |
| 1958        | с  | Спасение 8                        | Rescue 8                                  | Том Девлин (1 эпизод)                                      |
| 1958        | с  | Барабан Джефферсона               | Jefferson Drum                            | Даллас (1 эпизод)                                          |
| 1958        | с  | Симаррон-Сити                     | Cimarron City                             | Сэм Тоу (1 эпизод)                                         |
| 1958— 1959  | с  | Караван повозок                   | Wagon Train                               | разные роли (3 эпизода)                                    |
| 1958— 1959  | с  | Мэверик                           | Maverick                                  | разные роли (2 эпизода)                                    |
| 1959        | ф  | Люди-аллигаторы                   | The Alligator People                      | доктор Уэйн Макгрегор                                      |
| 1959        | ф  | Одинокий техасец                  | Lone Texan                                | майор Филлип Харви                                         |
| 1959        | с  | Бэт Мастерсон                     | Bat Masterson                             | шериф Джеб Крейтер (1 эпизод)                              |
| 1959        | с  | Шаг за грань                      | One Step Beyond                           | сержант Купер (1 эпизод)                                   |
| 1959        | с  | Опознание                         | The Lineup                                | разные роли (2 эпизода)                                    |
| 1959        | с  | Жизнь и житие Уайатта Эрпа        | The Life and Legend of Wyatt Earp         | Дейв Матер (1 эпизод)                                      |
| 1959        | с  | Кольт 45-го калибра               | Colt .45                                  | Джей Юриско (1 эпизод)                                     |
| 1959        | с  | Беспокойное оружие                | The Restless Gun                          | разные роли (2 эпизода)                                    |
| 1959        | с  | Зорро                             | Zorro                                     | Мануэль Ларриос (3 эпизода)                                |
| 1959        | с  | Ларами                            | Laramie                                   | торговец оружием (1 эпизод)                                |
| 1959—1960   | с  | Техасец                           | The Texan                                 | разные роли (2 эпизода)                                    |
| 1959— 1965  | с  | Сыромятная плеть                  | Rawhide                                   | разные роли (3 эпизода)                                    |
| 1959— 1968  | с  | Бонанца                           | Bonanza                                   | разные роли (5 эпизодов)                                   |
| 1960        | ф  | Необычайно прозрачный человек     | The Amazing Transparent Man               | Джои Фауст                                                 |
| 1960        | с  | Есть оружие — будут путешествия   | Have Gun - Will Travel                    | Уинн Лоринг (1 эпизод)                                     |
| 1960        | с  | Шугарфут                          | Sugarfoot                                 | шериф Уильямс (1 эпизод)                                   |
| 1960        | с  | Стрелок                           | The Rifleman                              | Пит Крэнделл (1 эпизод)                                    |
| 1960        | с  | Помощник шерифа                   | The Deputy                                | шериф Бейтс (1 эпизод)                                     |
| 1960        | с  | Сажать в тюрьму                   | Lock Up                                   | Гэвин Бледсоу (1 эпизод)                                   |
| 1960        | с  | Речная лодка                      | Riverboat                                 | Маклиш (1 эпизод)                                          |
| 1960        | с  | Пони-экспресс                     | Pony Express                              | разные роли (2 эпизода)                                    |
| 1960— 1967  | с  | Дымок из ствола                   | Gunsmoke                                  | разные роли (4 эпизода)                                    |
| 1961        | ф  | Полёт на воздушном шаре           | Flight of the Lost Balloon                | сэр Хьюберт Уоррингтон                                     |
| 1961— 1962  | с  | Болота                            | Everglades!                               | разные роли (2 эпизода)                                    |
| 1964 — 1966 | с  | Лесси                             | Lassie                                    | разные роли (3 эпизода)                                    |
| 1965        | с  | Легенда о Джесси Джеймсе          | The Legend of Jesse James                 | Бен Тодд (1 эпизод)                                        |
| 1965        | с  | Главная больница                  | General Hospital                          | лейтенант Крэндалл (1 эпизод)                              |
| 1965        | с  | За гранью возможного              | The Outer Limits                          | генерал Дэниел Петтит (1 эпизод)                           |
| 1965—1969   | с  | Большая долина                    | The Big Valley                            | шериф Фред Мэдден (23 эпизода)                             |
| 1966 — 1967 | с  | Виргинец                          | The Virginian                             | разные роли (2 эпизода)                                    |
| 1967        | ф  | Быстрейшая гитара из всех живущих | The Fastest Guitar Alive                  | Джо                                                        |
| 1967        | тф | Долина тайны                      | Valley of Mystery                         | Чарльз Кайли                                               |
| 1967        | с  | Стальной жеребец                  | Iron Horse                                | Адам Престон (1 эпизод)                                    |
| 1968        | ф  | Разрушители                       | The Destructors                           | генерал                                                    |
| 1968        | с  | Облава 1967                       | Dragnet 1967                              | инспектор Миллс (1 эпизод)                                 |
| 1969—1970   | с  | Мир Брэкена                       | Bracken's World                           | разные роли (3 эпизода)                                    |
| 1971        | с  | Страна Кейда                      | Cade's County                             | капитан Стив Гувер (1 эпизод)                              |
| 1971— 1972  | с  | О’Хара, Казначейство США          | O'Hara, U.S. Treasury                     | разные роли (2 эпизода)                                    |
| 1973        | с  | Гавайи 5-O                        | Hawaii Five-O                             | разные роли (3 эпизода)                                    |